# États généraux de 1302-1303
Les États généraux de 1302-1303 se tinrent le 10 avril 1302 à la cathédrale Notre-Dame de Paris et au château du Louvre le 13 ou 23 juin 1303. Il s'agit de la première réunion des états généraux du royaume de France, convoqués à la demande de Philippe IV le Bel pour asseoir sa légitimité en tant que Roi de France à lever des impôts sur le clergé français face au pape Boniface VIII qui voulait, lui, que le clergé n'ait de comptes à rendre qu'à Rome. 
Cet événement peut-être considéré comme le point de départ du gallicanisme français, c'est-à-dire le fait que le Roi de France soit l'unique représentant de Dieu dans son Royaume, défiant ainsi l'autorité pontificale. Ces premiers états généraux sont aussi l'occasion de former un véritable sentiment national dans le soutien au Roi face au Pape, notamment de la part des grands nobles français. Les Rois de France, à partir de cet événement et jusqu'au Grand Schisme de 1378, tiendront la papauté sous contrôle permanent, notamment en insistant fortement pour que la papauté se déplace de Rome à Avignon, plus proche de Paris.

## Contexte historique

### Guerre de Flandre et l'affaire de la décime

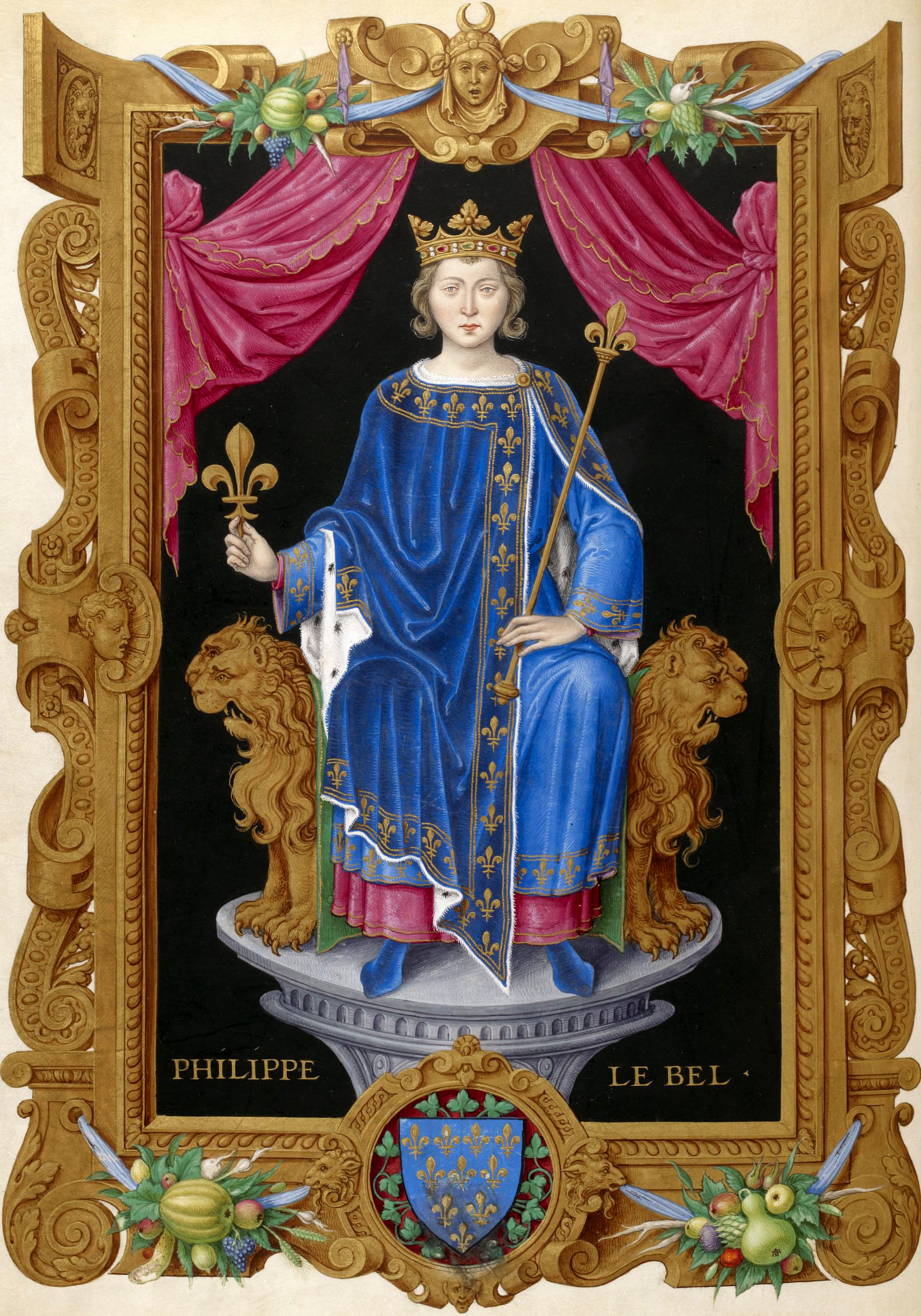
Philippe IV le Bel, Recueil des rois de France, vers 1550.

Le règne de Philippe le Bel est marqué par ses différends avec le pape Boniface VIII, dont le point central est le droit que s'attribue Philippe le Bel d'imposer -taxer- les biens de l'Église situés dans son Royaume, la France. Philippe le Bel a besoin de ressources pour entretenir une armée et une marine capables de maîtriser les velléités d'autonomie des riches villes flamandes. Il décide de lever, en 1295, un impôt exceptionnel sur le clergé, la « décime ». Le pape Boniface VIII, qui tire des revenus abondants de France, répond par la bulle de 1296, Clericis laicos, à l'intention des souverains, que le clergé ne peut être soumis à aucun impôt sans l'accord du Saint-Siège. Les évêques sont tenus de suivre les recommandations du Saint-Siège sous peine d'excommunication. Le Pape est en fait soucieux de conserver la force du principe de pré-éminence du pape sur les rois, du pouvoir spirituel sur le pouvoir temporel. La décrétale Clericis laicos du 24 février 1296 est le point de départ. Boniface VIII, qui a alors d'autres préoccupations (conflits avec les Aragonais de Sicile et les Colonna), se trouve dans l'embarras et, en dépit de son caractère hautain, cède bientôt. Les bulles Romana mater (février 1297) et Etsi de statu (juillet 1297) donnent au roi gain de cause. Ce dernier document contient une renonciation formelle aux prétentions émises pour la défense des biens ecclésiastiques contre l'arbitraire des rois dans la décrétale Clericis laicos. Cependant, en 1302, par la bulle Unam Sanctam, Boniface VIII déclare la supériorité du pouvoir spirituel sur le pouvoir temporel, et par ce biais la supériorité du pape sur les rois, ces derniers étant responsables devant le chef de l'Église.
Les états généraux interviennent également dans un contexte de guerre. Gui de Dampierre, comte de Flandre, rompt son hommage au Roi Philippe IV, qui lui déclare aussitôt la guerre. Pour financer sa guerre, Philippe ressort une coutume vieille de Charlemagne, à savoir la taxe sur tout sujet du royaume au nom de la défense de la patrie ce qui inclut le fait de taxer les ecclésiastiques ce qui déplaît beaucoup au pape. En 1302, Philippe fait prisonnier le comte de Flandre ce qui est vu à Rome comme un abus de pouvoir de la part du Roi de France. Les relations entre le pape et le Roi sont alors au point mort. Le pape menace d'excommunication Philippe ce à quoi ce dernier répond par deux édits, l'un interdisant tout commerce avec des étrangers et l'autre interdisant toute sortie du royaume d'argent et de pierrerie, ce qui visait particulièrement les dons aux pape.

### La«crise de l'Église auXIIIesiècle»
Au XIIIe siècle, l'Église est très soucieuse de politique, cette dernière ne sépare pas encore le champ du religieux de celui du politique. La théocratie pontificale, instaurée par Innocent III permet à l'Église papale de devenir maîtresse de la diplomatie européenne tout au long du XIIIe siècle. Le pape est le souverain de la chrétienté mondiale et peut se permettre d'excommunier ou encore de déposer certains souverains comme l'empereur du Saint-Empire Romain Germanique. Si ce système semble fonctionner tout au long du XIIIe siècle, notamment grâce au tact de Louis IX, alors souverain le plus puissant d'Europe. Ce dernier arrive à concilier avec habileté une politique gouvernementale inspirée par les préceptes chrétiens et la fermeté d'une Église aux prétentions insupportables pour un état moderne. À cela s'ajoute la mondanité, trop flagrante au gout de ses contemporains, de l'Église, qui prend un gout pour le faste. Les revenus des états pontificaux au début du XIIIe siècle s'élèvent à 2 500 000 livres annuelles. À titre de comparaison, le domaine royal français à la mort de Philippe Auguste génère seulement 450 000 livres annuelles. L'Église traverse une crise au XIIIe siècle tant morale qu'intellectuelle. Malgré la réforme grégorienne, les cas de simonie sont encore très présents. À cela s'ajoute le phénomène de concubinage, et le fait que pour la plupart, le clergé possède un niveau d'éducation relativement bas.
Philippe le Bel s'oppose à Boniface VIII sur la question du caractère supérieur de l'autorité pontificale sur celle des rois. Dans un premier temps, les grands ecclésiastiques du royaume jouent le rôle d'intermédiaires entre les deux souverains, afin d'apaiser les tensions. Le compromis semble l'emporter, le pape reconnaissant le Roi de France comme chef de l'Église en son royaume tandis que Philippe retire ses édits précédents. Mais le pape se rétracte et condamne ce compromis par diverses bulles papales, ordonnant au clergé français de ne plus obéir au souverain. Philippe, en quête de soutiens, pense que le Royaume est favorable à sa cause et c'est pour cela qu'il a l'idée de ces états généraux. En s’appuyant sur la souveraineté sociale, il faisait de la France un bloc indivisible, cimentant dans une même volonté nationale les gouvernants et les gouvernés. Ainsi renforce t'il son pouvoir face à la menace que le pape fait peser sur lui.  Ces premiers États généraux sont ainsi réunis pour légitimer son opposition au Pape. Philippe demande l'envoi à Paris des deux ou trois citoyens les plus riches de leurs cités respectives.

## Deux réunions sous tensions

### L'assemblée de Notre-Dame

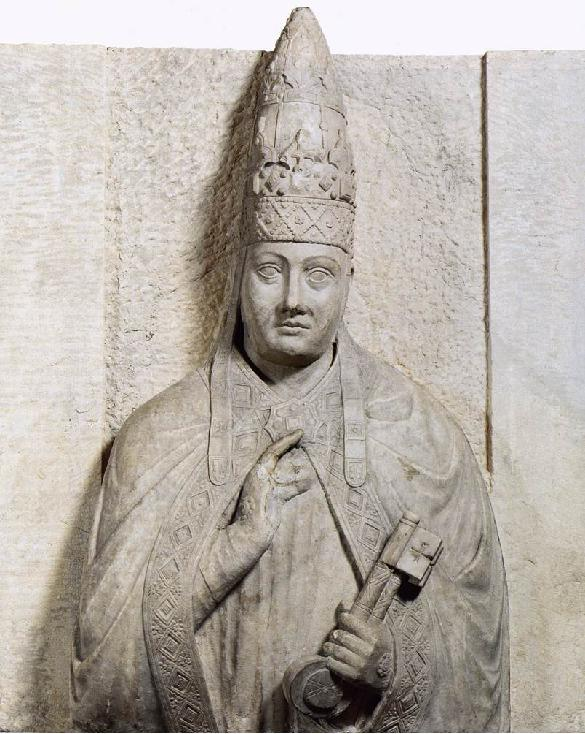
Boniface VIII

Philippe le Bel réunit une assemblée à Notre-Dame de Paris le 10 avril, dans laquelle sont réunis les trois ordres qui composent la société médiévale du Royaume de France: le clergé, la noblesse et le tiers-état. Cette assemblée se composait de prélats, ecclésiastiques, de 31 princes ainsi que plusieurs comtes et barons. L'assemblée comptait également dans ses rangs des magistrats,des membres d'université,des maires,des échevins et des grands bourgeois. Le roi cherche l'appui de tous ses sujets, afin de légitimer la lutte qu'il mène contre le pape
L'assemblée s'ouvre sur un discours du chancelier de France, rappelant le processus des lits de justice. Pierre Flotte, chancelier de l'époque, met sa verve au service d'une diatribe particulièrement violente contre la papauté de Boniface VIII. Le chancelier évite soigneusement de lire la bulle papale et détourne même son contenu, le faux est évident mais personne ne le conteste. Ainsi, il commença par dire que la papauté voulait faire du royaume un vassal de Rome et rappelle à l'auditoire que la noblesse tient ses fiefs du roi, et de ses prédécesseurs qui avant lui, avait administré le royaume seuls et que Dieu les avaient choisis pour cette mission. Jules Michelet remarque que cet argument était clairement destiné à la noblesse, faisant passer le pape pour quelqu'un méprisant le système féodal français par lequel la noblesse est devenue puissante. Le chancelier continue son pamphlet en associant le Vatican à l'argent, il estime en effet que l'argent des ecclésiastiques français sont plus utiles dans le royaume qu'à Rome. À la fin de son discours, il est applaudi chaudement par toute l'assemblée.
Philippe veut aller plus loin et demande l'avis des trois ordres séparément sur la question. Il s'adresse tout d'abord à Robert d'Artois, représentant de la noblesse, qui lui répond sans ambigüités qu'ils « étaient prêts à sacrifier leurs biens et leur vie pour la défense des libertés du royaume ». Le tiers-état est du même avis que la noblesse. Le clergé est plus réticent comme le montre cette allocution de l'abbé de Mably : « Le Clergé de France ne savait quel parti prendre entre les deux puissances qui se disputaient ses dépouilles, en feignant de défendre ses intérêts. On dirait que les évêques cherchaient à se faire un protecteur du Roi, contre l'ambition de Rome, et un appui du pape contre les entreprises du prince »[réf. incomplète]. Le clergé, après moult hésitations, finit par accepter la vision royale sous la pluie d'arguments des avocats royaux ainsi que du chancelier. Les trois ordres (la noblesse, le clergé et les représentants des villes) approuvèrent le roi dans son rejet de l'autorité pontificale. L'assemblée se sépare et décide finalement que la noblesse et le tiers-état écrirait aux cardinaux tandis que le clergé écrirait directement au pape. Le Roi quant à lui, envoie un prélat dévoué, Pierre de Mornay, à Rome pour convaincre le pape de ne pas organiser de concile à la suite de cette assemblée.

### Réaction papale et contre-réaction du Roi

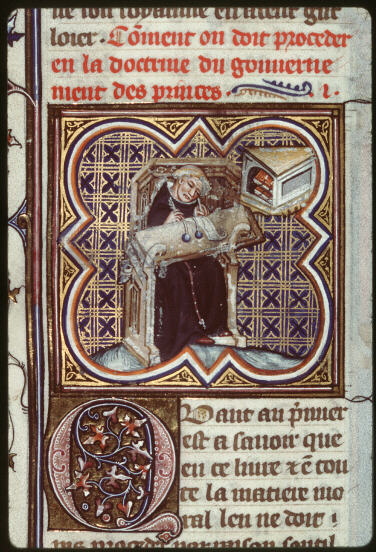
Gilles de Rome est l'un des principaux artisans de la bulle Unam sanctam

Le pape contre-attaque en réunissant un concile à Rome pour discuter de la situation avec le clergé français. Le pontife use de menaces pour faire venir un clergé pourtant fidèle au Roi de France et le concile est réuni le 30 octobre 1302. À la suite de ce concile, le pape publie la bulle Unam sanctam, le 18 novembre 1302, dans laquelle il affirme "Il est de nécessité de salut de croire que toute créature humaine est soumise au pontife romain : nous le déclarons, l’énonçons et le définissons". Elle déclare également que le pouvoir temporel est exercé en relation avec le pouvoir spirituel en mentionnant la théorie médiévale des deux glaives : ces deux glaives sont ceux du Christ, mais seul le glaive spirituel peut gouverner le glaive temporel :
Les paroles de l'Évangile nous l'enseignent : cette puissance comporte deux glaives [...] Tous deux sont au pouvoir de l'Église, le glaive spirituel et le glaive temporel. Mais celui-ci doit être manié pour l'Église, celui-là par l'Église. [...] Le glaive doit donc être subordonné au glaive, et l'autorité temporelle à l'autorité spirituelle.
Et puisque le pape est défini comme le vicaire du Christ, la bulle écrit qu'il est nécessaire de lui être soumis :
Dès lors, nous déclarons, disons, définissons et prononçons qu'il est absolument nécessaire au salut, pour toute créature humaine, d'être soumise au pontife romain.
Les principales propositions sont tirées des écrits de Thomas d'Aquin, Hugues de Saint-Victor et des lettres d'Innocent III. Le texte fut incorporé à l'intérieur du Corpus juris canonici. Sa rédaction fut influencée par des théologiens comme Gilles de Rome.
Avec cette bulle, Boniface VIII affirme la supériorité du pouvoir spirituel sur le pouvoir temporel et, de ce fait, la supériorité du pape sur les rois, ces derniers étant responsables devant le chef de l'Église
Le roi réagit vivement en convoquant trois assemblées le 17 janvier 1303, le 20 janvier et le 12 mars. Cette dernière est réunie au palais du Louvre.L'assemblée est de taille réduite par rapport à celle de 1302, elle ne comprend qu'une multitude de nobles et 5 prélats, seulement (les autres prélats ne sont pas encore revenus du concile de Rome). Cette assemblée condamne le pape de simonie et d'hérésie et le garde des sceaux, Guillaume de Nogaret, propose de poursuivre le pape car tyrannique et usurpateur. Boniface, dans le même temps, prononce la déchéance de Philippe IV et nomme Albert d'Autriche roi de France, ce que ce dernier refuse. Philippe, fort de son succès de l'année dernière, convoque alors de nouveaux états généraux le 13 ou 23 juin 1303 au Louvre.

### Deuxième tentative d'états généraux et Attentat d'Anagni

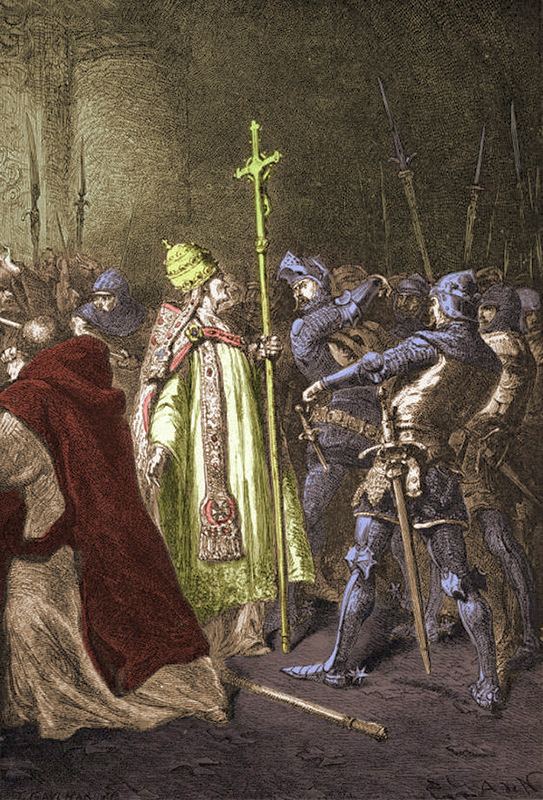
Colonna giflant Boniface VIII.

Les états généraux de 1303, à l'inverse, ne compte pas de représentants du Tiers-Etat. On compte dans l'assemblée réunie au Louvre, un nombre inconnu de nobles et 50 ecclésiastiques. Cette assemblée nous est moins connue, on en sait juste que les membres approuvent la vision royale et le remplacement rapide du pontife Boniface VIII. Outre, la question religieuse, le Roi s'engagea durant ces états généraux à régler la question monétaire dans le Royaume, il réunit, après cette assemblée, une autre assemblée mais cette fois-ci composée de maîtres des monnaies et de bourgeois « de bonnes villes » pour revenir à l'organisation monétaire de saint Louis. Une union de 35 prélats se rangea sous la protection du Roi et dénonça les abus pontificaux à la suite de cette deuxième assemblée.
Philippe IV le Bel, au début de 1303, est menacé d'excommunication. Conseillé par son nouveau chancelier, Guillaume de Nogaret, il réplique par la convocation d'un concile œcuménique à Lyon dont le but serait de juger le pape, que plusieurs qualifient d'« indigne », et de le déposer. Nogaret est chargé de se rendre en Italie afin de notifier les volontés du roi au pontife, Boniface VIII. Celui-ci, ayant appris les intentions de Philippe IV avant l'arrivée de Nogaret, prépare la bulle Super patri solio (Petri solio excelso), qui l'excommunie officiellement. L'apprenant, Nogaret décide d'organiser un coup de main contre le pape avant la publication et la mise en vigueur de la bulle, le 8 septembre. Il recrute une troupe de 600 cavaliers et de 1 500 fantassins menés par deux chefs de guerre, par surcroît ennemis du pape, Sciarra Colonna et Rinaldo de Supino. Dans la nuit du 7 au 8 septembre 1303, ils investissent la petite ville d'Anagni dans le Latium, où réside le pape pendant l'été. Ils réussissent à s'emparer sans trop de mal du palais pontifical de la ville. Cependant, les buts de Nogaret et de Colonna ne sont pas les mêmes. Nogaret veut simplement lui notifier la citation à comparaître au concile ; Colonna veut s'emparer de la personne du pape et l'obliger à renoncer à sa charge. Nogaret parvient à calmer son complice et lit solennellement son acte d'accusation au pape. Celui-ci fait face avec dignité sans céder sur aucun point, déclarant : « Voici mon cou, voici ma tête. »
Le lendemain, la population d'Anagni s'est ressaisie. Supérieure en nombre, elle réussit à chasser la troupe de Sciarra Colonna. Nogaret parvient à s'enfuir. Libéré, Boniface VIII repart pour Rome où il meurt un mois après, le 11 octobre.

## Postérité de ces états généraux
Boniface meurt peu après l'attentat d'Anagni. Son successeur, Benoît XI, est élu le 22 octobre 1303 dans une atmosphère détestable. Il annule la plupart des mesures de nature à vexer le puissant roi de France avant de mourir lui-même le 7 juillet 1304. Pendant onze mois, de pénibles tractations se déroulent entre le parti français, conduit par la famille romaine des Colonna, et le parti du défunt Boniface VIII, emmené par les Caetani. On décide finalement de choisir le pape à l'extérieur du Sacré Collège des cardinaux, et l'unanimité ou presque se fait sur le nom de Bertrand de Got, prélat diplomate et juriste éminent, resté neutre dans la querelle entre le roi Philippe le Bel et le pape Boniface VIII. Le 5 juin 1305, les cardinaux, réunis en conclave à Pérouse, portent à la tête de l'Église Bertrand de Got qui choisit le nom de Clément V. C'est le premier pape français depuis l'élection de Sylvestre II en 999. Il monte sur le trône de Saint Pierre à l'âge de quarante ans alors que l'Église traverse une grave crise politique.
Le nouveau pape renonce à se rendre à Rome par crainte des intrigues locales et des risques liés au conflit des guelfes et des gibelins. Il choisit en définitive de se faire couronner à Lyon, en terre d'Empire, le 1er novembre. Clément V fait son possible pour se concilier les bonnes grâces du puissant Philippe le Bel, mais repousse sa demande d'ouvrir un procès posthume contre Boniface VIII, qui aurait pu justifier a posteriori l'attentat d'Anagni. En 1307, il a un entretien avec le roi capétien où il est question en particulier du sort des Templiers. Philippe le Bel veut supprimer cet influent et riche ordre de moines-chevaliers. C'est chose faite le vendredi 13 octobre 1307, sans que le pape ait pu s'y opposer.
Comme il n'est toujours pas en mesure de s'établir à Rome et veut suivre de près le procès des Templiers, Clément V décide en 1309 de s'établir « provisoirement » dans un couvent de dominicains à Avignon, sur des terres d'Empire qui lui sont cédées par le roi de Sicile, par ailleurs comte de Provence. Même « provisoire », cet établissement aux frontières du royaume de France traduit l'abaissement de la papauté, depuis l'époque où Innocent III, un siècle plus tôt, prétendait soumettre les rois à son autorité.
La victoire de Philippe le bel face à l'autorité papale est considérée comme une des étapes importantes dans l'émancipation progressive de l'Église française face à l'autorité papale. Ces états généraux sont, concrètement, une des premières victoires de la vision gallicane de l'Eglise face à la vision ultra-montaine de l'Église. Cette mésentente entre le Royaume de France et la papauté poussera Philippe le Bel à installer la papauté à Avignon, événement étant lui-même à l'origine du grand schisme de la fin du XIVe siècle. De manière générale, ces états généraux sont le point de départ de l'émancipation des royaumes européens par rapport à la papauté, processus qui prendra fin à la fin du Grand Schisme, où les états européens seront devenus plus puissants qu'une papauté divisée.
1302 marque une date essentielle, même si l’organisation de ces États généraux ne fut pas parfaite. Certaines provinces n’y étaient pas représentées alors qu’un étranger, le prince de Luxembourg, se trouvait au nombre des participants. Comme le souligne Claude Soule dans son étude Les États généraux de France « les États généraux n’ont pas été une création délibérée de l’autorité royale. Aucune règle stricte ne les régit ». Pour Saint-Yves d'Alveydre, ces premiers États comportaient de graves lacunes. Il manque deux éléments importants dans le premier ordre : la représentation suffisante et permanente des universités et une représentation des synagogues. Dans le troisième ordre, il regrette l’absence de la Cour des Comptes, de la Cour des Aides.